# Gašper Tič
Gašper Tič, slovenski gledališki, filmski in televizijski igralec, * 7. maj 1973, Koper, † 18. junij 2017, Ljubljana

## Življenjepis
Tič je leta 1991 pričel s študijem na ljubljanski AGRFT. V razredih profesorjev Dušana Mlakarja in Kristijana Mucka je študiral dramsko igro in umetniško besedo, svojo formalno izobrazbo pa je sklenil leta 1996, ko je prejel univerzitetno Prešernovo nagrado za diplomsko uprizoritev lika Puntile v uprizoritvi Gospod Puntila in njegov hlapec Matti Bertolta Brechta v režiji Jerneja Lorencija ter za vlogo Petra Pajota v Strniševi poetični drami Ljudožerci. Leto za tem je postal član ansambla Mestnega gledališča ljubljanskega, kjer je kreativno deloval 20 let vse do svoje smrti. 
Že v času študija je igral v profesionalnih gledaliških predstavah, predvsem je sodeloval z režiserjema Sebastijanom Horvatom in Zijahom Sokolovićem. Poleg dela v matičnem gledališču MGL, kjer je uprizoril vrsto izstopajočih likov, je pogosto gostoval v SNG Drama Ljubljana, Koreodrami Ljubljana, v Gledališču Koper, SSG Trst in manjših, kot so KUD France Prešeren v Ljubljani, itd. 
Gašper Tič je prejemnik vrste stanovskih nagrad. Ena izmed prvih je bila zlata paličica KUD-a France Prešeren leta 1999. Leta 2000 je prejel Severjevo nagrado za tri uprizoritve likov v MGL: za vlogo Arlecchina v Goldonijevi komediji Sluga dveh gospodarjev v režiji Borisa Kobala, za vlogo Andreja Smoleta v 1821, predstavi avtorjev Milana Dekleve, Mojce Kranjc in Alje Predan, ter za vlogo Salvadorja Dalíja v Histeriji Terryja Johnsona v režiji Mateje Koležnik. Leta 2002 je na festivalu Sterijino pozorje v Novem Sadu prejel nagrado za vlogo Baje v predstavi Hrošč Mladena Popovića, istega leta pa še Dnevnikovo nagrado za vloge v delih Williama Shakespeara, Milana Vehovca in Milana Jesiha. Leta 2009 je prejel priznanje ZDUS za vlogo Vasilija Ohlobistina v Tanji-Tanji Olje Muhine. Od leta 2016 do svoje smrti je bil predsednik Združenja dramskih umetnikov Slovenije. Kot režiser se je mdr. leta 2008 predstavil v Šentjakobskem gledališču z interpretacijo Allenove igre Bog in leta 2009 s komedijo Tičja kletka, ki je nastala po motivih del različnih avtorjev.

### Filmska in televizijska kariera
V filmu Martina Srebotnjaka Oda Prešernu je leta 2001 nastopil kot Prešeren, leta 2012 pa je v filmu Kruha in iger Klemena Dvornika poustvaril lik Petelina. Leta 2016 je igral kar v treh celovečernih filmih: v filmu Pojdi z mano Igorja Šterka, v filmu Nika Slobodana Maksimovića in v filmu Pod Gladino Klemna Dvornika. Plodno sodelovanje z RTV Slovenija so zaznamovale mnoge radijske igre, postavitev lika Ana Liza v oddaji Spet doma, za katerega je prejel viktorja za posebne dosežke. Bil je voditelj mladinskih oddaj Iz popotne torbe in Firbcologi in večkratni voditelj oddaje ob silvestrskem večeru.

## Smrt in sojenje Cakiću
Umrl je 18. junija 2017 v svojem stanovanju, kjer ga je zabodel Stefan Cakić, ki je bil za uboj najprej obsojen aprila 2018 na osem let in pol z upoštevanjem kombinacije osebnostne motnje ter alkohola in kokaina, ki ju je užil v času pred dejanjem. Po pritožbi obrambe je višje sodišče oktobra 2018 zvišalo kazen za leto in pol. Cakić v postopku dejanja ni zanikal. 10. oktobra 2023 je v zaporu na Dobu storil samomor. Ni bil obravnavan kot samomorilno ogrožen.